# Torneo WTA de Lausanne 2023
El Ladies Championship Lausanne 2023 fue un torneo de tenis femenino jugado en pistas de tierra batida. Es la 30.ª edición del Campeonato de Damas, forma parte de la categoría WTA 250 de 2023. Se llevó a cabo en Tennis Club Stade Lausanne en Lausana (Suiza), del 24 hasta el 30 de julio de 2023.

## Distribución de puntos
| Modalidad           | Campeona | Finalista | Semifinales | Cuartos de final | 2ª ronda | 1ª ronda | Clasificadas | 2ª ronda de clasificación | 1ª ronda de clasificación |
| Individual femenino | 280      | 180       | 110         | 60               | 30       | 1        | 18           | 12                        | 1                         |
| Dobles femenino     | 280      | 180       | 110         | 60               | 1        | -        | -            | -                         | -                         |

## Cabezas de serie

### Individuales femenino
| Tenista                | Ranking | Preclasificada |
| Irina-Camelia Begu     | 31      | 1              |
| Elisabetta Cocciaretto | 42      | 2              |
| Ana Bogdan             | 59      | 3              |
| Lucia Bronzetti        | 53      | 4              |
| Emma Navarro           | 57      | 5              |
| Mirra Andreeva         | 65      | 6              |
| Alizé Cornet           | 62      | 7              |
| Elina Avanesyan        | 63      | 8              |
| Diane Parry            | 82      | 9              |

- Ranking del 17 de julio de 2023.

### Dobles femenino
| Tenista                            | Ranking | Preclasificada |
| Yana Sizikova Kimberley Zimmermann | 103     | 1              |
| Eri Hozumi Irina Khromacheva       | 145     | 2              |
| Anna Bondár Diane Parry            | 155     | 3              |
| Aliona Bolsova Andrea Gámiz        | 165     | 4              |

## Campeonas

### Individual femenino
Elisabetta Cocciaretto venció a  Clara Burel por 7-5, 4-6, 6-4

### Dobles femenino
Anna Bondár /  Diane Parry vencieron a  Clara Burel /  Anastasia Dețiuc por 6-2, 6-1